# Henrik Bertilsson
Henrik Bertilsson (* 16. Oktober 1969) ist ein ehemaliger schwedischer Fußballspieler.

## Laufbahn
Bertilsson debütierte 1989 für Falkenbergs FF in der Division 2. Bis 1991 war der Stürmer für den Klub sowohl in der zweiten als auch der dritten Liga aktiv. Anschließend wechselte er zu Halmstads BK. 1993 wurde er zusammen mit Mats Lilienberg Torschützenkönig der Allsvenskan und kam zu seinem einzigen Einsatz im schwedischen Nationaldress. 1994 wechselte er nach Frankreich zum Erstligisten FC Martigues, kehrte aber 1995 nach Schweden zu Örgryte IS zurück. 1999 ging er erneut zu Halmstads BK und wurde 2000 mit dem Klub schwedischer Meister. In der Spielzeit 2002 ließ er seine Karriere bei seinem Heimatverein Falkenbergs FF ausklingen und wurde mit 24 Torerfolgen Torschützenkönig der Division 2 Södra.
| Personendaten    | Personendaten               |
| ---------------- | --------------------------- |
| NAME             | Bertilsson, Henrik          |
| KURZBESCHREIBUNG | schwedischer Fußballspieler |
| GEBURTSDATUM     | 16. Oktober 1969            |